# Vermont/Santa Monica

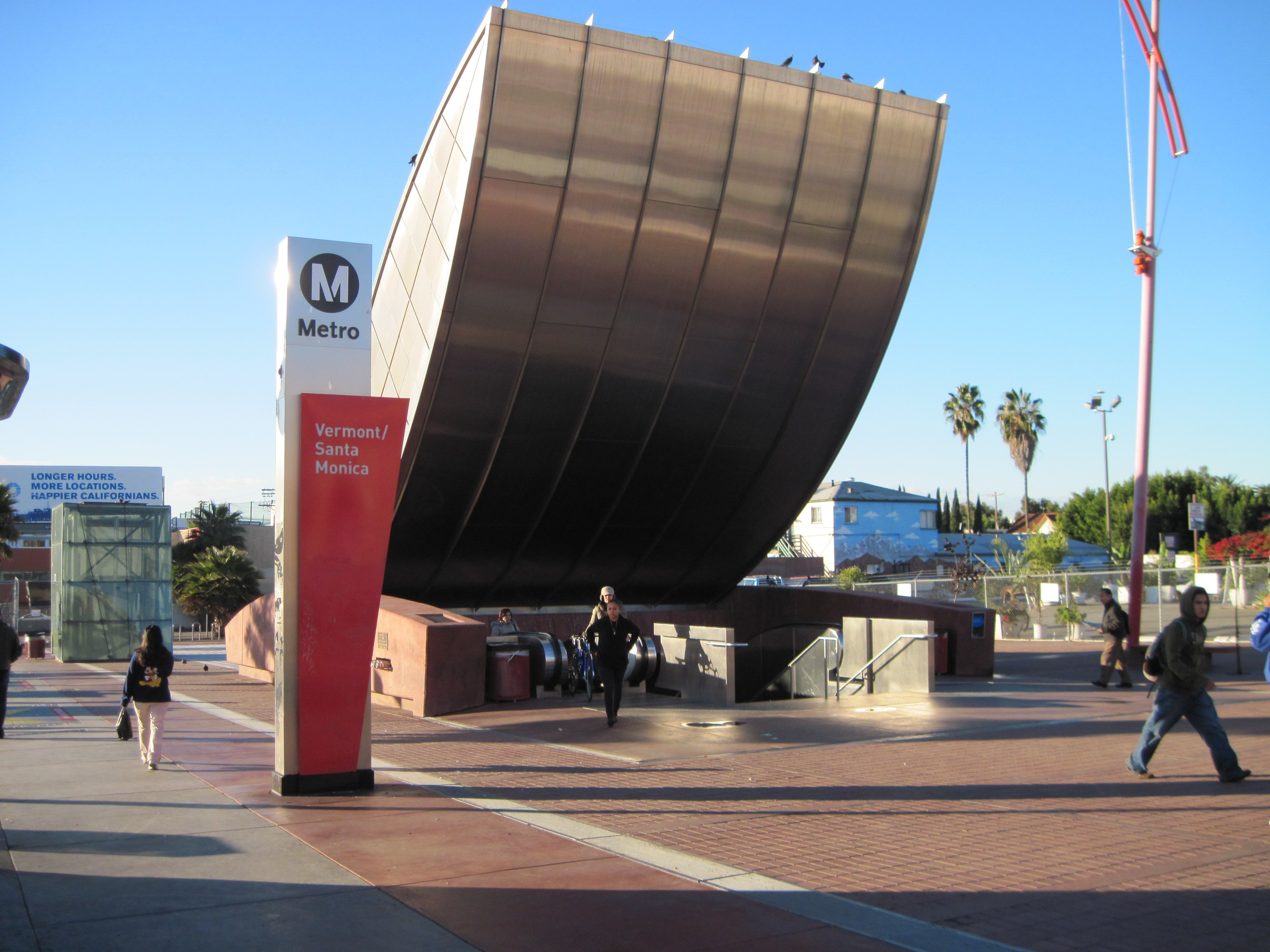
Wejście do stacji metra Vermont/Santa Monica (2009)

Vermont/Santa Monica/LA City College – stacja linii B metra w Los Angeles. Położona jest przy skrzyżowaniu Vermont Avenue i Santa Monica Boulevard na osiedlu East Hollywood w Los Angeles. Nazwa odnosi się także do Los Angeles City College do którego prowadzi południowe wyjście.

## Godziny kursowania
Pociągi linii B kursują codziennie, w przybliżeniu pomiędzy 5:00 a 0:45.

## Połączenia autobusowe
Od 11 grudnia 2022 dostępne są następujące połączenia:

### Metro
- Metro Local: 14, 204
- Metro Rapid: 754

### Inni lokalni przewoźnicy
- LADOT DASH: Hollywood

## Wystrój stacji
Stacja posiada nowoczesną, nagradzaną architekturę, elementem charakterystycznym jest wejście do stacji o migdałowym kształcie
.